# Anatole de Montaiglon
Anatole de Courde de Montaiglon, né le 28 novembre 1824 à Paris et mort le 1er septembre 1895 à Tours, est un éditeur scientifique, poète et historien de l’art et de la littérature français.

## Biographie
Issu d’une famille de petite noblesse provinciale originaire de Franche-Comté, ruinée dans des spéculations hasardeuses, surtout dans des expériences agricoles tentées dans une grande propriété familiale, Montaiglon a entamé au lycée Louis-le-Grand de brillantes études continuées au pensionnat de Jean Massin, rue des Minimes et terminées au lycée Charlemagne de 1840 à 1844.
Après des études de droit, couronnées par un diplôme de bachelier en droit, le 31 juillet 1847, au cours desquelles il a surtout assidûment fréquenté les salons et les réunions mondaines, entretenant des relations suivies avec nombre d'artistes et de lettrés, il entre, en 1847, à l’École des chartes, dont il sort avec le diplôme d'archiviste paléographe:xi, avec, comme sujet de thèse, un Essai de dictionnaire des anciens peintres français pendant le Moyen Âge et la Renaissance, consignant par ordre alphabétique le nom des peintres, des peintres verriers et des émailleurs français et étrangers ayant travaillé en France. Ce projet a exercé une influence considérable sur les études de sa vie entière:xii.
Entré, le même jour de sa sortie de l’École des chartes, le 5 décembre 1850, dans la société des anciens élèves, il devient, dès le 9 juin de l’année suivante, membre résidant de la Société des Antiquaires de France. Attaché au musée du Louvre, peut-être sur les recommandations d’Isabey et de Mérimée, il débute sous les ordres de Barbet de Jouy en travaillant au catalogue des sculptures du Moyen Âge et de la Renaissance.
Dès 1851, il publie la première rédaction de l’historique de la statue équestre de Louis XIII, travail qui, constituant dans sa pensée un des chapitres de l’ouvrage sur les statues équestres pour lequel il n’a jamais cessé d’amasser des matériaux sans le publier, et qui l’a occupé jusqu’à son dernier jour. Il se rend à Londres, pour recueillir de vieilles poésies françaises manquant aux grandes bibliothèques publiques françaises, et voyage à Bruxelles, Gand et Liège.
Toutes les branches de l’art du Moyen Age, de la Renaissance et des temps modernes, peinture, sculpture, gravure, lui étant aussi familières que la biographie des artistes, il collabore à diverses reprises au Journal des beaux-arts et de la littérature d’Adolphe Siret, et concourt assidument, avec Soulié, Mantz, Dussieux, aux Archives de l'art français, créées par Chennevières. En même temps, il publie l’Abecedario de Mariette et annote avec ses amis le Journal du marquis de Dangeau, et donne enfin à la Bibliothèque elzévirienne de Jannet, une nouvelle édition des Quinze joyes du mariage, les neuf premiers volumes du Recueil de poésies françaises des XVe et XVIe siècles, dont les cinq autres volumes ont paru de 1875 à 1878, les neuf premiers volumes seuls, les quatre suivants avec James de Rothschild, et enfin les Mémoires pour servir à l'histoire de l'Académie royale de peinture depuis 1648 jusqu'en 1664 (1853).
De mars à avril 1849, il publie des articles de critique musicale durant la brève existence du Temps de Xavier Durrieu. En 1855, il publie, avec Georges Duplessis, une notice très complète et très substantielle sur le sculpteur Houdon, publiée en quatre parties par la Revue universelle des arts, dont le sujet avait été mis au concours en 1850, une société littéraire de Versailles.
Nommé surnuméraire à la bibliothèque de l'Arsenal, le 5 décembre 1856, il quitte la rue de Miromesnil, pour s’installer place des Vosges, près de l’Arsenal, où il se lie notamment avec Jules Cousin, le créateur de la bibliothèque et du musée Carnavalet, avec qui il noue une intimité qui devait durer jusqu’à la mort. pensèrent ses travaux. En mai 1855, il est élu membre de la Société des antiquaires de Normandie. Trois ans plus tard, en 1858, il est chargé d’une mission en Italie, avec Francis Guessard, chargé de préparer la collection des Anciens Poètes de la France.
Passé sous-bibliothécaire à la bibliothèque Sainte-Geneviève, le 22 février 1860, sur la recommandation de Prosper Mérimée, il n’occupera ce poste que peu d’années. Sur la proposition de Léon Lacabane, directeur de l’École des chartes, le ministre de l’Instruction publique Victor Duruy lui confère, le 23 mai 1864, les fonctions de secrétaire-trésorier et professeur suppléant à l’École des chartes, en remplacement de Borel d’Hauterive. À la mort d'Auguste Vallet de Viriville, il obtient le poste de professeur titulaire à la chaire de bibliographie et de classement des Archives et des bibliothèques, le 18 mars 1868.
Appelé au Comité des travaux historiques, il intègre la section d'archéologie, le 17 mai 1865 et ne cesse, depuis cette date, d'être un des membres les plus assidus et les plus laborieux du Comité, fournissant à chaque volume nombre de notes, de mémoires, d’analyses, d’une science et d’une compétence impeccables. Sur la proposition du Comité et l’initiative de Jules Quicherat, il reçoit, pour prix de ses travaux d’érudition, le 9 aout 1870, la croix de la Légion d’honneur.
Lors de la création de la Société de l'histoire de l'art français, au moment même où éclatait la guerre de 1870, il a été désigné pour en occuper la présidence, qu’il a gardée jusqu’à son dernier jour, non sans ne l’avoir acceptée qu’à la condition d’avoir à côté de lui Chennevières, le cofondateur des Archives de l’art français:xxvi.
Nommé membre de la Commission des travaux historiques de la Ville de Paris par le préfet de la Seine, il était également très actif au Comité des inscriptions parisiennes, auquel il appartenait, depuis son origine, et dont il a été nommé vice-président.
Taquinant également la muse sous le nom de plume de «Robert Charles », ses premiers essais en vers ont paru en 1849.jusqu’à une série de sonnets, parue en 1882 dans la Gazette des beaux-arts, remarquée des poètes.
Très diverse, voire, comme le regrette le philologue Paul Meyer dans son oraison funèbre, un peu dispersée, la bibliographie imprimée de son œuvre qui lui est offerte par ses amis compte près de 700 numéros. Ses travaux ont généralement trait à l'histoire de l'art et particulièrement à l'histoire de la littérature. Il est notamment un spécialiste reconnu de la poésie du XVe siècle, à laquelle il a consacré de nombreuses études et dont il a donné d'importantes éditions scientifiques ou de vulgarisation, telles que Dolopathos, le Livre du chevalier de La Tour-Landry, le très gros Recueil de poésies françoises des XVe et XVIe siècles. La même observation s’applique à ses travaux purement littéraires. Il consacré beaucoup de temps à la préparation d’une édition de Rabelais restée inachevée, réuni quantité de documents pour une édition définitive des lettres de Guy Patin, commencée en collaboration avec son condisciple Paul Chéron, dont il n’a jamais rien paru:ii.
Vers le mois de juillet 1895, très affaibli, se sentant gravement atteint et sans illusion sur sa fin prochaine, il est allé chercher le calme et le repos chez de vieux amis à Tours, et s’éteint, deux mois plus tard, au petit hôpital Saint-Gatien du 12 rue Saint-Pierre:xlv. Ses amis ont élevé sur sa tombe, au cimetière du Père-Lachaise, un monument comportant son masque funéraire, œuvre de Sicard.

## Documentation
Une partie de ses archives est conservée à l'Institut national d'histoire de l'art.

## Publications partielles
- Recueil de poésies françaises des XVe et XVIe siècles : Morales, facétieuses, historiques, t. 1, Paris, P. Jannet, 1855, 13 vol. ; 15.5-17 cm (OCLC 988632028, lire en ligne sur Gallica), « tome 2 », 1855, « tome 3 », 1856, « tome 4 », 1856, « tome 5 », 1856, « tome 6 », 1857, « tome 7 », 1857, « tome 8 », 1858, « tome 9, Librairie A. France, Paris, 1865 », « tome 10, Paul Daffis éditeur-propriétaire, Paris, 1875 », « tome 11, Paul Daffis éditeur-propriétaire, Paris, 1876 », « tome 12, Paul Daffis éditeur-propriétaire, Paris, 1877 », « tome 13, Paul Daffis éditeur-propriétaire, Paris, 1878 », * Sonnets tourangeaux, Imprimerie Ernest Mazereau, Tours, 1885
- Les Sonnets de la chaise, Tours, E. Mazereau, 1885, 8 p., in-8º (OCLC 458084364, lire en ligne sur Gallica).
- avec Georges Duplessis, Houdon, sa vie et ses ouvrages, S.l., s.n., 1855, 157-454 p., 24 cm (OCLC 494340200, lire en ligne sur Gallica).